# Barrio Arriba, Oaxaca
Barrio Arriba är en ort i Mexiko.   Den ligger i kommunen San Pedro Mixtepec -Dto. 22 - och delstaten Oaxaca, i den sydöstra delen av landet, 400 km sydost om huvudstaden Mexico City. Barrio Arriba ligger 48 meter över havet och antalet invånare är 207.
Terrängen runt Barrio Arriba är kuperad norrut, men söderut är den platt. Havet är nära Barrio Arriba åt sydväst. Runt Barrio Arriba är det glesbefolkat, med 9 invånare per kvadratkilometer. Närmaste större samhälle är Puerto Escondido, 8,1 km sydost om Barrio Arriba. Omgivningarna runt Barrio Arriba är en mosaik av jordbruksmark och naturlig växtlighet.